# Caazapá megye
Caazapá egy megye Paraguayban. A fővárosa Caazapá.

## Földrajz
Az ország déli részén található. Megyeszékhely: Caazapá

## Települések
10 szervezeti egységre oszlik:
1. Abaí
2. Buena Vista
3. Caazapá
4. Doctor Moisés S. Bertoni
5. Fulgencio Yegros
6. General Higinio Morínigo
7. Maciel
8. San Juan Nepomuceno
9. Tavaí
10. Yuty